# Équipe de Singapour masculine de basket-ball
Maillots
Actualités
L’équipe de Singapour de basket-ball est la sélection qui représente Singapour dans les compétitions majeures de basket-ball. Elle est placée sous l'égide de l'Association Singapourienne de Basket-ball (Basketball Association of Singapore - BAS). Singapour est membre de la FIBA depuis 1954.
L'ossature de la sélection est composée de joueurs issus du seul club professionnel de l'île, les Singapore Slingers.

## Résultats dans les grandes compétitions
Jeux olympiques
Singapour, en tant que Colonie de la Couronne, a terminé 13e lors de sa seule participation à un tournoi olympique de basket-ball en 1956.
Championnat du monde
Singapour n'a jamais pris part aux championnats du monde.
Championnat d'Asie
- 1960 : NQ
- 1963 : 7e
- 1965 : 9e
- 1967 : 10e
- 1969 : NQ
- 1971 : 8e
- 1973 : 10e
- 1975 : 7e
- 1977 : 11e
- 1979 : 10e
- 1981 : 11e
- 1983 : 14e
- 1985 : 12e
- 1987 : 11e
- 1989 : 11e
- 1991 : 10e
- 1993 : 16e
- 1995 : NQ
- 1997 : NQ
- 1999 : NQ
- 2001 : 14e
- 2003 : NQ
- 2005 : NQ
- 2007 : NQ
- 2009 : NQ
- 2011 : NQ

Jeux asiatiques
- 1951 : -
- 1954 : 5e
- 1958 : 5e
- 1962 : 8e
- 1966 : -
- 1970 : 10e
- 1974 : -
- 1978 : -
- 1982 : -
- 1986 : -
- 1990 : -
- 1994 : -
- 1998 : -
- 2002 : -
- 2006 : -
- 2010 : -
- 2014 : -

Jeux d'Asie du Sud-Est
- 1977 : -
- 1979 :
- 1981 : -
- 1983 : -
- 1985 : -
- 1987 : -
- 1989 : -
- 1991 : -
- 1993 : -
- 1995 : -
- 1997 : -
- 1999 : -
- 2001 : -
- 2003 : -
- 2005 : NT
- 2007 : NQ
- 2009 : NT
- 2011 : NQ
- 2013 : -

## Effectif actuel
Effectif lors des Jeux d'Asie du Sud-Est de 2011.